# Spherillo brachycephalus
Spherillo brachycephalus är en kräftdjursart som beskrevs av Gustav Budde-Lund 1904. Spherillo brachycephalus ingår i släktet Spherillo och familjen Armadillidae. Inga underarter finns listade i Catalogue of Life.